# Henrik Juul-Pedersen
Henrik Juul-Pedersen (født 3. oktober 1982 i Sønderborg) er dansk brass- dirigent, arrangør, komponist og eventmanager.
Han er grundlægger og leder af Aalborg Musikkonkurrence, som afholdes hvert år i maj.
Udgav i 2010 undervisningsbogen "Brass er for alle" som bliver brugt på flere musikskoler landet rundt. Bogen er oversat til engelsk og bliver brugt til elever i England og Sydafrika.